# Les grans banyistes
|  | Per a altres significats, vegeu «Les grans banyistes (Cézanne, Londres)». |

Les grans banyistes és una pintura a l'oli realitzada per Auguste Renoir entre 1884 i 1887 i que actualment s'exposa al Museu d'Art de Filadèlfia.
Aquesta gran pintura, que realitza poc després del seu retorn d'Itàlia, marca una etapa important a l'obra de Renoir. S'inspira en una escultura de François Girardon (El Bany de les Nimfes, 1672, baix relleu de plom realitzat per a una font del parc de Versalles), però havia estat igualment influït per les obres d'Ingres i, sobretot, pels frescs de Rafael, de l'artista del qual es va impregnar al llarg del seu viatge a Itàlia. Aquests dos grans artistes influiran des de llavors en la manera de pintar i de dibuixar de Renoir, que a partir de llavors pintarà d'una manera més disciplinada i més clàssica. Renúncia a pintar a l'aire lliure i nus femenins, que era fins llavors l'essència de la seva pintura.
Els braços, les cames o els pits són dibuixats a la perfecció, sense enfrontar-se al color com apreciem clarament al paisatge, tractat fins i tot amb una pinzellada ràpida i vigorosa. La sensualitat que transmeten les models porten a la memòria a Rubens o a Ticià, mestres admirats per Renoir.
Les dues principals models són Aline Charigot, en primer pla, que va ser una de les seves principals models, i Suzanne Valadon, la rossa, mare de Maurice Utrillo.